# 开阳县
开阳县是中华人民共和国贵州省贵阳市下属的一个县。面积2026平方公里，辖8镇8乡，总人口43.86万。邮政编码550300，县政府驻城关镇。

## 历史沿革
开阳县地，夏、商、西周时期为雍州、梁州边鄙。春秋时为牂牁国北境。战国时属大夜郎国。秦时，属象郡。汉武帝元朔三年（前126），在南夷置且兰县，开阳地属其西北域。元鼎五年（前112），以原且兰县城为治所置牂牁郡，开阳地属其西北境。
晋，以牂牁郡且兰地置万寿、且兰、平渠3县，开阳属万寿县西北隅地。后划出万寿县一部与另一些地方建晋乐县，开阳地遂归晋乐县。
隋，牂牁郡领牂牁、宾化2县，开阳地属牂牁县。唐贞观四年（630）以今开阳县双流区同知衙为治建蛮州，领巴江县，隶黔州都督府。辖地有今开阳大部和贵阳、修文等。后又在蛮州南置光州，地在今双流光堵河北岸。
宋，以唐之蛮州地分置矩州、功州等，开阳地属蛮州，隶绍庆府；开宝八年（975），蛮州改称大万谷落总管府，治今羊场。
元在今贵州中部设有八番顺元等处宣慰司都元帅府，其下有顺元路军民安抚司、管番民总管府、八番各安抚司等处。时雍真乖西葛蛮等处，纳坝紫江等处，葛蛮雍真等处均在今开阳境，属顺元路（路治今贵阳）。皇庆元年（1312），在三台山开科龙场地（今开阳县城东）置乖西军民府，隶管番民总管分，辖地包括今开阳和龙里、贵定等的一部分。后降为长官所。
明洪武四年（1371），置顺元路，合水西安氏，水东宋氏土司地置贵州宣慰司于今双流同知衙。水东宋氏有亲辖地陈湖十二马头，大都在今开阳县境。天顺中，贵州宣慰司治所从大羊场（今开阳杠寨）移至杨黄寨（今开阳县城）。崇祯四年（1631），将陈湖十二马头改置为开州，治所杨黄寨，领乖西蛮夷长官司，隶贵阳军民府。辖地与今开阳县地略同。
清康熙二十六年（1687），改贵阳军民府称贵阳府，开州仍隶之。开阳之名，《开阳县志》认为源于清嘉庆十五年（1810）所建之开阳书院，时人解释为“开阳者益欲开阳明之学也”。
民国三年（1914），废州，因直隶有开州，四川有开县，以州境有紫江（洗泥河），更名为紫江县，属黔中道。民国十六年（1927），直隶省政府。民国十九年（1930），改称开阳县。二十四年（1935），开阳改隶贵州省第一督察区。
1949年，成立开阳县人民政府，隶贵阳专区。1952年，贵阳专区改为贵定专区。1956年，划归安顺专区；1958年，属贵阳市郊区县，1963年，改属遵义专区；1965年，复归安顺专区。1970年，改称安顺地区。1992年，改属贵阳市。至今建制未变。开阳历史沿革

## 行政区划
开阳县下辖3个街道办事处、7个镇、5个乡、3个民族乡：
硒城街道、云开街道、紫兴街道、双流镇、金中镇、冯三镇、楠木渡镇、龙岗镇、永温镇、花梨镇、南龙乡、宅吉乡、龙水乡、米坪乡、禾丰布依族苗族乡、南江布依族苗族乡、高寨苗族布依族乡和毛云乡。

## 交通
- 354国道过境。

## 特产
开阳枇杷（开阳富硒枇杷）、开阳富硒茶：中国地理标志产品。

## 趣闻
2008年，开阳县禾丰乡农民在136亩农田底窝坝上间种普通水稻和黑稻，利用两种植物不同生长周期呈现的不同色彩组成奥运五环图，每环直径136米，宽9米的，由于两种植物各个季节生长不同，因此奥运五环颜色四季不同，这一景观吸引不少游客慕名前来游览。收获季节，五环部分的黑稻被当地政府买下发放给职工，据说很好吃。